# Liste von Bergwerken im Kreis Euskirchen

Städte und Gemeinden im Kreis Euskirchen

Die Liste von Bergwerken im Kreis Euskirchen umfasst die stillgelegten Bergwerke im Kreis Euskirchen, Nordrhein-Westfalen. Der Bergbau fokussierte sich auf Erze sowie auf Braunkohle im Tagbau.

## Erze

### Bad Münstereifel
| Name           | Ortsteil     | Bergrevier | Beginn     | Ende        | Teufe | Anmerkungen | Lage | Bild |
| -------------- | ------------ | ---------- | ---------- | ----------- | ----- | --- | ---- | ---- |
| Glücksthal     | Willerscheid | Cöln-West  | 1539       |             |       | Blei, Schwefelkies, Kupfer, Zink, Eisen; neu verliehen 5. Jan. 1855; 1539 Heidstollen erwähnt; Rolandstollen; verbunden mit Klappertshardt | Lage |      |
| Hoffnung       | Arloff       | Cöln-West  |            |             |       | Toneisenstein |      |      |
| Josephine      | Kirspenich   | Cöln-West  |            |             |       | Brauneisenstein |      |      |
| Klappertshardt | Hummerzheim  | Cöln-West  | 1836 (ca.) |             |       | Blei, Zink; verbunden mit Glücksthal; 400 m östl. von Hummerzheim                                                                          | Lage |      |
| Lanzerath      | Lanzerath    | Cöln-West  | 1851       | 1903 (nach) | 27 m  | Kupfer; ca. 200 m südwestl. von Lanzerath; Schacht mit 27 m Teufe; Belegung: 1851 bis Feb. 1852 und nach 1903                              | Lage |      |
| Libussa        | Mutscheid    | Cöln-West  |            |             |       | Blei, Zink |      |      |

### Blankenheim
| Name          | Ortsteil     | Bergrevier | Beginn      | Ende | Teufe | Anmerkungen                                             | Lage | Bild |
| ------------- | ------------ | ---------- | ----------- | ---- | ----- | ------------------------------------------------------- | ---- | ---- |
| Abendstern    | Blankenheim  | Düren      |             |      |       | Brauneisenstein; bei Blankenheim                        |      |      |
| Ahrbach       | Blankenheim  | Düren      |             |      |       | Brauneisenstein; bei Blankenheim                        |      |      |
| Alma          | Müllheim     | Düren      |             |      |       | Brauneisenstein; bei Blankenheim                        |      |      |
| Alwine        | Lommersdorf? | Düren      |             |      |       | Blei                                                    |      |      |
| Arensberg     | Rohr         | Düren      |             |      |       | Eisen; in der kl. Mulde von Rohr                        |      |      |
| Auguste       | Lommersdorf? | Düren      |             |      |       | Blei                                                    |      |      |
| Emma          | Lommersdorf? | Düren      |             |      |       | Blei                                                    |      |      |
| Gottessegen   | Blankenheim  | Düren      |             |      |       | Brauneisenstein; bei Blankenheim                        |      |      |
| Hermannsglück | Blankenheim  | Düren      |             |      |       | Brauneisenstein; bei Blankenheim                        |      |      |
| Karoline      | Blankenheim  | Düren      |             |      |       | Brauneisenstein; bei Blankenheim                        |      |      |
| Lommersdorf   | Lommersdorf  | Düren      |             |      |       | Brauneisenstein, Blei                                   |      |      |
| Ludmilla      | Ripsdorf     | Düren      |             |      |       | Eisen                                                   |      |      |
| Max           | Rohr         | Düren      |             |      |       | Eisen; in der kl. Mulde von Rohr                        |      |      |
| Missgunst     | Blankenheim  | Düren      |             |      |       | Brauneisenstein; bei Blankenheim                        |      |      |
| Oskar         | Ripsdorf     | Düren      |             |      |       | Roteisenstein; Tagebau; Abbau bis in die 1860er Jahre   |      |      |
| Retzerberg    | Müllheim     | Düren      |             |      |       | Brauneisenstein; bei Blankenheim                        |      |      |
| Siegeskranz   | Blankenheim  | Düren      |             |      |       | Brauneisenstein; bei Blankenheim                        |      |      |
| Silberberg    | Blankenheim  | Düren      |             |      |       | Blei                                                    |      |      |
| Silistra      | Rohr         | Düren      | 1860 (nach) |      |       | Brauneisenstein; Tagebau; Abbau bis in die 1860er Jahre |      |      |
| Storch        | Rohr         | Düren      |             |      |       | Eisen; in der kl. Mulde von Rohr                        |      |      |

### Dahlem
| Name              | Ortsteil    | Bergrevier | Beginn | Ende | Teufe | Anmerkungen                 | Lage | Bild |
| ----------------- | ----------- | ---------- | ------ | ---- | ----- | --------------------------- | ---- | ---- |
| Cäsilia           | Kronenburg  | Düren      |        |      |       | Eisen; östl. von Kronenburg |      |      |
| Dahlemerberg      | Dahlem      | Düren      |        |      |       | Eisen                       |      |      |
| Friedrich Wilhelm | Schmidtheim | Düren      |        |      |       | Eisen                       |      |      |

### Euskirchen
| Name           | Ortsteil  | Bergrevier | Beginn | Ende | Teufe | Anmerkungen             | Lage | Bild |
| -------------- | --------- | ---------- | ------ | ---- | ----- | ----------------------- | ---- | ---- |
| Engelsberg     | Kirchheim | Cöln-West  |        |      |       | Mangan, Brauneisenstein |      |      |
| Heiligenberg   | Nöthen    | Düren      |        |      |       | Brauneisenstein         |      |      |
| Heiligenberg I | Nöthen    | Düren      |        |      |       | Brauneisenstein         |      |      |
| Michaelsgrube  | Nöthen    | Düren      |        |      |       | Brauneisenstein         |      |      |

### Hellenthal
| Name         | Ortsteil   | Bergrevier | Beginn        | Ende | Teufe         | Anmerkungen | Lage | Bild |
| ------------ | ---------- | ---------- | ------------- | ---- | ------------- | --- | ---- | ---- |
| Blumenthal   | Hellenthal | Düren      |               |      |               | Blei |      |      |
| Felix        | Zingscheid | Düren      | 25. Okt. 1840 |      |               | Brauneisenstein, Blei; ab 1940 Trinkwassergewinnung im Drope-Stollen                                                                                  |      |      |
| Mausberg     | Wildenburg | Düren      | 1564          |      |               | Eisen |      |      |
| Oberwolfert  | Wolfert    | Düren      |               |      |               | Blei; bei Oberwolfert |      |      |
| Ophelia      | Rodenbusch | Düren      |               |      |               | Kupfer, Blei |      |      |
| Schwalenbach | Rescheid   | Düren      | 1877 (vor)    | 1922 | 480 m (mind.) | Blei; 1893 Durchschlag mit Wohlfahrt; Helenenschacht; Viktoriaschacht; zu Wohlfahrt                                                                   | Lage |      |
| Silberberg   | Paulushof  | Düren      | 1526          | 1909 | 130 m         | Blei; auch Auf der Wisselbach genannt; 31. Okt. 1848 neu verliehen; 1949 Schacht mit 50 m Teufe; 1. Nov. 1901; 1903 Maschinenschacht mit 130 m Teufe; | Lage |      |
| Wildenburg   | Wildenburg | Düren      | 1867          |      |               | [ 9 ] |      |      |
| Wohlfahrt    | Rescheid   | Düren      | 1543 (vor)    | 1941 | 480 m (mind.) | Blei, Schwefel; 1849 Dampfmaschine; Bartholdschacht; Leonardenschacht; seit Oktober 1993 Besucherbergwerk                                             | Lage |      |
| Wohlfahrt II | Rescheid   | Düren      |               |      |               | [ 5 ] |      |      |

### Kall
| Name                    | Ortsteil            | Bergrevier | Beginn         | Ende | Teufe    | Anmerkungen | Lage | Bild |
| ----------------------- | ------------------- | ---------- | -------------- | ---- | -------- | --- | ---- | ---- |
| Alexander               | Urft                | Düren      |                |      |          | Brauneisenstein; Konzessionsfeld zw. Steinfelder Hütte und Urft                                                  |      |      |
| Alte Leberwurst         | ?                   | Düren      |                |      |          | [ 13 ] |      |      |
| Alte und junge Lierberg | Sötenich            | Düren      | 1803           |      |          | [ 14 ] |      |      |
| Alter Hans              | ?                   | Düren      |                |      |          | [ 13 ] |      |      |
| Am Heidenacker          | Keldenich           | Düren      |                |      |          | Brauneisenstein, Zink                                                                                            |      |      |
| Beständigkeit           | Rinnen              | Düren      |                |      |          | Brauneisenstein; zwischen Rinnen und Steinfeld                                                                   |      |      |
| Beust-Stollen           | Sötenich            | Düren      | 1840           | 1881 |          | Braun- und Toneisenstein; am Girzenberg; 1838 Tiefer (Wasserlösungs-)Stollen; Nußbaumschacht; Hauptförderschacht |      |      |
| Bochenstollen           | Golbach             | Düren      | 1600 (um)      |      |          | zwischen Frohnrath und Golbach am Kallbach                                                                       |      |      |
| Brezel                  | Sötenich            | Düren      | 1826           |      |          | am Girzenberg |      |      |
| Callerstollen           | Kall                | Düren      |                |      |          | Blei, Kupfer; am Bahnhof bei Kall; 1868 neu betrieben bis 1893; 1897 wieder aufgenommen                          |      |      |
| Cephir am Heidenacker   | Keldenich           | Düren      |                |      |          | [ 5 ] |      |      |
| Concordia               | Golbach             | Düren      | 1825           |      |          | Eisen; im Bereich der Loshardt; 1878 wurde das Erzlager erreicht                                                 |      |      |
| Deutscher Kaiser        | ?                   | Düren      |                |      |          | [ 13 ] |      |      |
| Dottel                  | Dottel              | Düren      |                |      |          | Blei |      |      |
| Frohnrath               | Frohnrath           | Düren      |                |      |          | Eisen |      |      |
| Genius am Heidenacker   | Keldenich           | Düren      |                |      |          | [ 5 ] |      |      |
| Girzenberg              | Keldenich           | Düren      |                |      |          | Brauneisenstein, Zink                                                                                            |      |      |
| Goldgrube               | ?                   | Düren      |                |      |          | [ 13 ] |      |      |
| Göttert                 | ?                   | Düren      |                |      |          | [ 13 ] |      |      |
| Grosenstollen           | Golbach             | Düren      | 1600 (um)      |      |          | zwischen Frohnrath und Golbach am Kallbach                                                                       |      |      |
| Haak-Stollen            | Kall                | Düren      | 1865           |      |          | Eisen; an der Kindshardt; Stollen mit 1538 m Länge; Luftschutzbunker im 2. WK; zu Stahlberg                      |      |      |
| Haspelbaum              | Sötenich, Keldenich | Düren      | 1824 (vor)     |      |          | [ 14 ] |      |      |
| Heidenstollen           | Golbach             | Düren      | 1600 (um)      |      |          | Eisen; zwischen Frohnrath und Golbach am Kallbach                                                                |      |      |
| Hoffnung am Heidenacker | Keldenich           | Düren      |                |      |          | [ 5 ] |      |      |
| Hoffnung                | Sötenich            | Düren      | 1826           |      |          | am Girzenberg |      |      |
| Junge Leberwurst        | Sötenich            | Düren      |                |      |          | [ 13 ] |      |      |
| Junger Hans             | ?                   | Düren      |                |      |          | [ 13 ] |      |      |
| Kaller Stollen          | Kall                | Düren      | 1723           |      |          | Blei, Eisen; im Bereich des Heidackerlagers                                                                      |      |      |
| Kastor am Heidenacker   | Keldenich           | Düren      |                |      |          | [ 5 ] |      |      |
| Keldenich               | Soetenich           | Düren      |                |      |          | Eisen |      |      |
| Kirchbaum               | Sötenich            | Düren      | 1826           |      |          | am Girzenberg |      |      |
| Leberwurst              | Sötenich            | Düren      | 1777           |      |          | am Girzenberg |      |      |
| Lila am Heidenacker     | Keldenich           | Düren      |                |      |          | [ 5 ] |      |      |
| Loor                    | Sötenich            | Düren      | 1826           |      |          | am Girzenberg |      |      |
| Maibaum                 | ?                   | Düren      |                |      |          | [ 13 ] |      |      |
| Minos                   | Rinnen              | Düren      |                |      |          | Brauneisenstein; zwischen Rinnen und Steinfeld                                                                   |      |      |
| Mondschein              | Rinnen              | Düren      |                |      |          | Brauneisenstein; nördlich von Wahlen und Sistig, westl. von Rinnen                                               |      |      |
| Neue Concordia I, II    | Golbach / Rinnen    | Düren      |                |      |          | Brauneisenstein, östl. von Rinnen                                                                                |      |      |
| Nimbus am Heidenacker   | Keldenich           | Düren      |                |      |          | [ 5 ] |      |      |
| Nußbaum                 | Sötenich            | Düren      | 1826           |      |          | am Girzenberg |      |      |
| Opferbaum               | Sötenich            | Düren      | 1826           |      |          | am Girzenberg |      |      |
| Proserpina              | Rinnen              | Düren      | 1846-07        |      |          | Eisensteinmutung                                                                                                 |      |      |
| Schmidtchen             | Sötenich            | Düren      | 1824 (vor)     |      |          | Eisen |      |      |
| Stahlberg               | Golbach             | Düren      | 1838           |      | ca. 70 m | Kupfer, Brauneisenstein, Mangan; auf der Kindshardt; nördl. von Prosperina                                       |      |      |
| Sistig                  | Soetenich           | Düren      |                |      |          | Eisen |      |      |
| Soetenich               | Soetenich           | Düren      |                |      |          | Eisen |      |      |
| Stafette am Heidenacker | Keldenich           | Düren      |                |      |          | [ 5 ] |      |      |
| Station am Heidenacker  | Keldenich           | Düren      |                |      |          | [ 5 ] |      |      |
| Tanzberg                | Keldenich           | Düren      | 3. Jh. v. Chr. |      |          | Blei, Kupfer; 1394 urkundlich erwähnt; 2 km östl. von Kall und ca. 8 km südwestlich von Mechernich               |      |      |
| Taube am Heidenacker    | Keldenich           | Düren      |                |      |          | [ 5 ] |      |      |
| Vereinigung             | Rinnen              | Düren      |                |      |          | [ 16 ] |      |      |
| Virginia                | Kall                | Düren      | 1859           | 1877 |          | Blei; Tagebau |      |      |

### Mechernich
| Name                      | Ortsteil                   | Bergrevier | Beginn     | Ende          | Teufe        | Anmerkungen | Lage | Bild |
| ------------------------- | -------------------------- | ---------- | ---------- | ------------- | ------------ | --- | ---- | ---- |
| Abdon                     | Wachendorf                 | Düren      |            |               |              | Brauneisenstein |      |      |
| Abels                     | Kommern                    | Düren      | 1815 (vor) |               |              | Blei; ehemals d’Artique, davor Griesberg |      |      |
| Alter Kuckuk              | ?                          | Düren      | 1824 (vor) |               |              | Schacht am Bleiberg |      |      |
| Anfang                    | Berg?                      | Düren      |            |               |              | Braun- und Toneisenstein |      |      |
| Augustenberg              | Weyer                      | Düren      | 1857       |               |              | Eisen; kleine Fläche in der Flur Donnermaar |      |      |
| Bach                      | Roggendorf?                | Düren      | 1629       |               |              | Blei; zu Meinertzhagen |      |      |
| Bertha-Isabella           | Mechernich?                | Düren      | 1857       |               |              | Konzessionsfeld; auch Bertha-Isabelle geschrieben |      |      |
| Blaubart                  | Rißdorf                    | Düren      |            |               | 5 m          | Mangan, Brauneisenstein |      |      |
| Breitendriesch            | Harzheim                   | Düren      |            |               |              | Brauneisenstein; Konzessionsfeld zwischen Weyer und Harzheim bei Eiserfey, Dreimühlen und Urfey |      |      |
| Callmuther Berg           |                            | Düren      | 1835 (vor) |               |              | Blei |      |      |
| Christine                 | Weyer                      | Düren      |            |               |              | Mangan, Brauneisenstein; Konzessionsfeld zwischen Weyer und Harzheim bei Eiserfey, Dreimühlen und Urfey |      |      |
| Eintracht                 | Weyer                      | Düren      |            |               |              | Brauneisenstein; Konzessionsfeld; zwischen Weyer und Harzheim bei Eiserfey, Dreimühlen und Urfey |      |      |
| Eisenbart                 | Weyer                      | Düren      |            |               |              | Mangan, Brauneisenstein |      |      |
| Fanny                     | Wachendorf                 | Düren      |            |               |              | Brauneisenstein |      |      |
| Fey                       | Breidenbenden / Mechernich | Düren      | 1857-04    |               |              | Eisensteinmutung; südl. der Konzession Günnersdorf und westl. von Meinerzhagen |      |      |
| Frauenbusch               | Roggendorf?                | Düren      | 1629       |               |              | Blei; zu Meinertzhagen |      |      |
| Friedrich Wilhelm         | Berg                       | Düren      |            |               |              | Blei, Kupfer |      |      |
| Gottessegen               | Kommern                    | Düren      | 1857       |               |              | Blei; Tagebau am Griesberg; Schacht mit 18 m Teufe |      |      |
| Gute Hoffnung             | Dottel                     | Düren      |            |               |              | westl. von Dottel | Lage |      |
| Gute Hoffnung             | Kalenberg                  | Düren      | 1840 (vor) |               |              | Blei, Zink; nördlich von Kalenberg; zu Neu-Schunk-Olligschläger | Lage |      |
| Günnersdorf               | Mechernich                 | Düren      | 1629 (vor) | 31. Dez. 1957 |              | Blei; größtes Bleierzvorkommen Europas; heute Besucherbergwerk; Konsolidation mit Meinertzhagen, Callmuther Berg, Mechernischer Berg und Sittart | Lage |      |
| Helena                    | Holzheim                   | Düren      |            |               |              | Mangan, Brauneisenstein, Kupfer; östlich vom Bleiberg zw. Holzheim und Gilsdorf |      |      |
| Heusler                   | Roggendorf?                | Düren      | 1835 (vor) |               |              | Blei; am Valmutherberg |      |      |
| Jülicher Berg             | Mechernich?                | Düren      | 1786 (vor) |               |              | Blei |      |      |
| Kalenberg                 | Bescheid                   | Düren      |            | 1940          |              | Eisen; Tagebau |      |      |
| Kohlhau                   | Roggendorf?                | Düren      | 1629       |               |              | Blei; zu Meinertzhagen |      |      |
| Königstein                | Weyer                      | Düren      | 1854       |               |              | Eisen; Feld erstreckte sich in den Gemeinden Weyer, Urfey und Kallmuth |      |      |
| Mechernicher Berg         | Mechernich                 | Düren      | 1810 (vor) |               |              | Blei; zu Günnersdorf |      |      |
| Meinerzhagen(er Bleiberg) | Roggendorf                 | Düren      | 1629       |               |              | Blei; am Bleiberg; Schacht Biesterfeld; Schachtfelder Agnes und Löwe; erster Stollen mit Mundloch in der Nähe von Roggendorf (gen Süden getrieben); zweiter Stollen 16 m tiefer; 3. Stollen (Elisabethstollen mit 1.300 m Länge); 4. Stollen im Feybachtal (Burgfeyer Stollen mit 3 km Länge, 19 m tiefer als Elisabethstollen); 5. Stollen im Westgebiet (ca. 2 km lang); zu Günnersdorf |      |      |
| Maria                     | Kallmuth                   | Düren      |            |               |              | Eisen; bei Vollem, Urfey und Kallmuth |      |      |
| Merkur                    | Weyer                      | Düren      | 1840       |               |              | Brauneisenstein; Feld erstreckte sich in Teile der Gemeinden Weyer, Eiserfey, Urfey und Vollem |      |      |
| Neue Hoffnung             | Mechernich                 | Düren      |            |               |              | Blei, Zink; zu Neu-Schunk-Olligschläger |      |      |
| Neu-Schunk-Olligschläger  | Kalenberg                  | Düren      | 1859       | 1892          | 66 m (mind.) | Blei, Zink; zu Mechernicher Bergwerks-Actien-Verein (ihm gehörte ab 1900 das gesamte Revier an) |      |      |
| Orion                     | Weyer                      | Düren      | 1858       |               |              | Eisen; Feld erstreckte sich in Teile der Gemeinden Weyer, Kallmuth und Keldenich |      |      |
| Peterheide                | Mechernich                 | Düren      | 1810 (vor) |               |              | Blei; im Westen durch den Roggenbach begrenzt; grenzt westlich an Mechernicherberg; zu Günnersdorf |      |      |
| Petersgrube               | Weyer                      | Düren      |            |               |              | Brauneisenstein; Konzessionsfeld; zwischen Weyer und Harzheim bei Eiserfey, Dreimühlen und Urfey |      |      |
| Rosenthal                 | Weyer                      | Düren      | 1839       |               |              | Eisen; Feld erstreckte sich in den Gemarkungen Weyer, Keldenich, Zingsheim und Nettersheim |      |      |
| Saturn                    | Weyer                      | Düren      | 1840       |               |              | Eisen; Feld erstreckte sich in Teile der Gemarkungen Weyer nur im Erbenbusch und in Urfey; bei Vollem, Urfey und Kallmuth |      |      |
| Schafsberg                | Mechernich                 | Düren      | 1629       |               |              | Blei, Nickel, Kobalt; zu Meinrtzhagen |      |      |
| Schunk-Olligschläger      | Mechernich                 | Düren      | 1815 (vor) |               |              | Blei, Zink; zu Neu-Schunk-Olligschläger |      |      |
| Sittart                   | Mechernich                 | Düren      | 1810 (vor) |               |              | Blei; zu Günnersdorf |      |      |
| Sonnenberg                | ?                          | Düren      | 1824 (vor) |               |              | Schacht am Bleiberg |      |      |
| Tellus                    | Bleibuir                   | Düren      | 1909 (vor) |               |              | Eisen |      |      |
| Vereinigte Elise          | Wachendorf                 | Düren      |            |               |              | Brauneisenstein |      |      |
| Verspätet Glück           | Weyer                      | Düren      |            |               |              | Brauneisenstein; Konzessionsfeld zwischen Weyer und Harzheim bei Eiserfey, Dreimühlen und Urfey |      |      |
| Virginia                  | Mechernich                 | Düren      | 1899 (vor) |               |              | Blei; 1899 Tiefbauschacht |      |      |
| Wilhelm                   | Weyer                      | Düren      | 1839       |               |              | Eisen; in der Flur Donnermaar |      |      |

### Nettersheim
| Name                 | Ortsteil    | Bergrevier | Beginn     | Ende | Teufe | Anmerkungen                                                                 | Lage | Bild |
| -------------------- | ----------- | ---------- | ---------- | ---- | ----- | --------------------------------------------------------------------------- | ---- | ---- |
| Augustenberg         | Zingsheim   | Düren      |            |      |       | Brauneisenstein, Mangan; südwestlich des Kranert; bei Zingsheim             |      |      |
| Auf Mellbaum         | Marmagen    | Düren      | 1827 (um)  |      |       | Eisen; Besitzer: Matthias Schmid                                            |      |      |
| Brauhaus             | Marmagen    | Düren      |            |      |       | Brauneisenstein; Grubenfeld                                                 |      |      |
| Brauhaus             | Marmagen    | Düren      |            |      |       | Brauneisenstein; Grubenfeld                                                 |      |      |
| Ceres                | Pesch       | Düren      | 1844 (vor) |      |       | Blei; Schacht am Fuchsheck; verliehen am 16. Jan. 1844 (auf altes Bergwerk) | ⊙    |      |
| Eisfeld              | Marmagen    | Düren      |            |      |       | Brauneisenstein; Grubenfeld                                                 |      |      |
| Feigenbaum           | Marmagen    | Düren      |            |      |       | Brauneisenstein; Grubenfeld                                                 |      |      |
| Heinrich Sophia Burg | Nettersheim | Düren      |            |      |       | [ 5 ]                                                                       |      |      |
| Königsberg           | Marmagen    | Düren      | 1905 (vor) |      |       | Brauneisenstein; Grubenfeld                                                 |      |      |
| Kranert              | Zingsheim?  | Düren      |            |      |       | [ 5 ]                                                                       |      |      |
| Magdalena            | Zingsheim   | Düren      |            |      |       | Brauneisenstein, Mangan; südwestlich des Kranert; bei Zingsheim             |      |      |
| Pützberg             | Marmagen    | Düren      |            |      |       | Brauneisenstein; Grubenfeld                                                 |      |      |
| Rosenstein           | Marmagen    | Düren      | 1905 (vor) |      |       | Brauneisenstein                                                             |      |      |
| Schmidt              | Marmagen    | Düren      |            |      |       | Brauneisenstein; Grubenfeld                                                 |      |      |
| Sommer               | Marmagen    | Düren      |            |      |       | Brauneisenstein; Grubenfeld                                                 |      |      |
| Sophie               | Pesch       | Düren      |            |      |       | Brauneisenstein; bei Pesch und Harzheim                                     |      |      |
| St. Petersholz       | Marmagen    | Düren      | 1632       |      |       | Blei                                                                        |      |      |
| Therese              | Marmagen    | Düren      | 1858 (vor) |      |       | Blei?                                                                       |      |      |
| Valentin             | Nettersheim | Düren      |            |      |       | Eisen; Tagebau; Abbau bis in die 1860er Jahre                               |      |      |
| Wiedemaar            | Marmagen    | Düren      |            |      |       | Brauneisenstein; Grubenfeld                                                 |      |      |

### Schleiden
| Name             | Ortsteil     | Bergrevier | Beginn | Ende | Teufe | Anmerkungen             | Lage | Bild |
| ---------------- | ------------ | ---------- | ------ | ---- | ----- | ----------------------- | ---- | ---- |
| Bickendorf I, II | Gemünd?      | Düren      |        |      |       | [ 5 ]                   |      |      |
| Bonn             | Gemünd       | Düren      |        | 1894 |       | Zink, Blei; kl. Betrieb |      |      |
| Wilhelm          | Kerperscheid | Düren      |        |      |       | Blei                    |      |      |
| Wintzen          | Wintzen      | Düren      |        |      |       | Kupfer                  |      |      |

## Braunkohle
| Name          | Ort                   | Beginn     | Ende       | Teufe | Anmerkungen | Lage | Bild |
| ------------- | --------------------- | ---------- | ---------- | ----- | --- | ---- | ---- |
| Abelsgrube    | Zülpich-Virnich       | 1820/22    | 1870 (um)  | 30 m  | Tiefbaugrube mit 6 Schächten                                                                                         | ⊙    |      |
| Grube Astraea | Zülpich-Juntersdorf   | 1832-12-22 | 1924       | 40 m  | 1832 verliehen; Abbau ab 1833; kombinierte Tiefbau-/Tagebaugrube; mehrere Schächte                                   | ⊙    |      |
| Clemafin      | Euskirchen-Billig     | 1852       | 1858       |       | zwischen Euenheim, Billig und Roitzheim; 2 Schächte                                                                  | ⊙    |      |
| Elisabeth     | Füssenich             | 1832       |            |       | 1860 konsolidiert zu Prosperina-Elisabeth                                                                            |      |      |
| Eustachia     | Stockheim / Füssenich |            |            |       | |      |      |
| Mitte         | Zülpich               |            |            |       | heute Neffelsee; zu Victor gehörig                                                                                   | ⊙    |      |
| Heimat I      | Füssenich             |            |            |       | Teil von Grube Victor                                                                                                |      |      |
| Heimat II     | Füssenich             |            |            |       | Teil von Grube Victor                                                                                                |      |      |
| Prosperina    | Füssenich             | 1832       |            |       | 1860 konsolidiert zu Prosperina-Elisabeth                                                                            |      |      |
| Grube Victor  | Zülpich               | 1952       | 1969-08-31 |       | 1852 Entwässerungsarbeiten; Abbau ab 1953 (28.9. Spatenstich) im Südfeld; heute Neffelsee und Wassersportsee Zülpich | ⊙    |      |